# スタディオヌル・イリエ・オアナ
スタディオヌル・イリエ・オアナ（Stadionul Ilie Oană）は、ルーマニア・プラホヴァ県プロイェシュティにあるサッカー専用スタジアム。FCペトロルル・プロイェシュティがホームスタジアムとして使用している。

## 概要
2009年に旧スタジアムを取り壊して翌年からこの新スタジアムの建設工事がスタートした。収容人数15,073人のこのスタジアムは4つのスタンド全てが屋根で覆われており、ピッチの芝生には天然芝が採用されている。
スタジアムで初めて開催された国際Aマッチは、2015年3月29日に行われたルーマニア代表対フェロー諸島代表のUEFA EURO 2016予選であり、ルーマニア代表が1-0で勝利を飾った。

## 開催された主な試合
- 国際Aマッチ

| 日付           | ホームチーム | 結果 | アウェーチーム     | ラウンド                      |
| -------------- | ------------ | ---- | ------------------ | ----------------------------- |
| 2015年3月29日  | ルーマニア   | 1-0  | フェロー諸島       | UEFA EURO 2016予選            |
| 2017年10月5日  | ルーマニア   | 3-1  | カザフスタン       | 2018 FIFAワールドカップ・予選 |
| 2018年6月5日   | ルーマニア   | 2-0  | フィンランド       | 親善試合                      |
| 2018年9月7日   | ルーマニア   | 0-0  | モンテネグロ       | UEFAネーションズリーグ2018-19 |
| 2018年11月17日 | ルーマニア   | 3-0  | リヒテンシュタイン | UEFAネーションズリーグ2018-19 |
| 2019年9月8日   | ルーマニア   | 1-0  | マルタ             | UEFA EURO 2020予選            |
| 2020年10月14日 | ルーマニア   | 0-1  | オーストリア       | UEFAネーションズリーグ2020-21 |

## ギャラリー

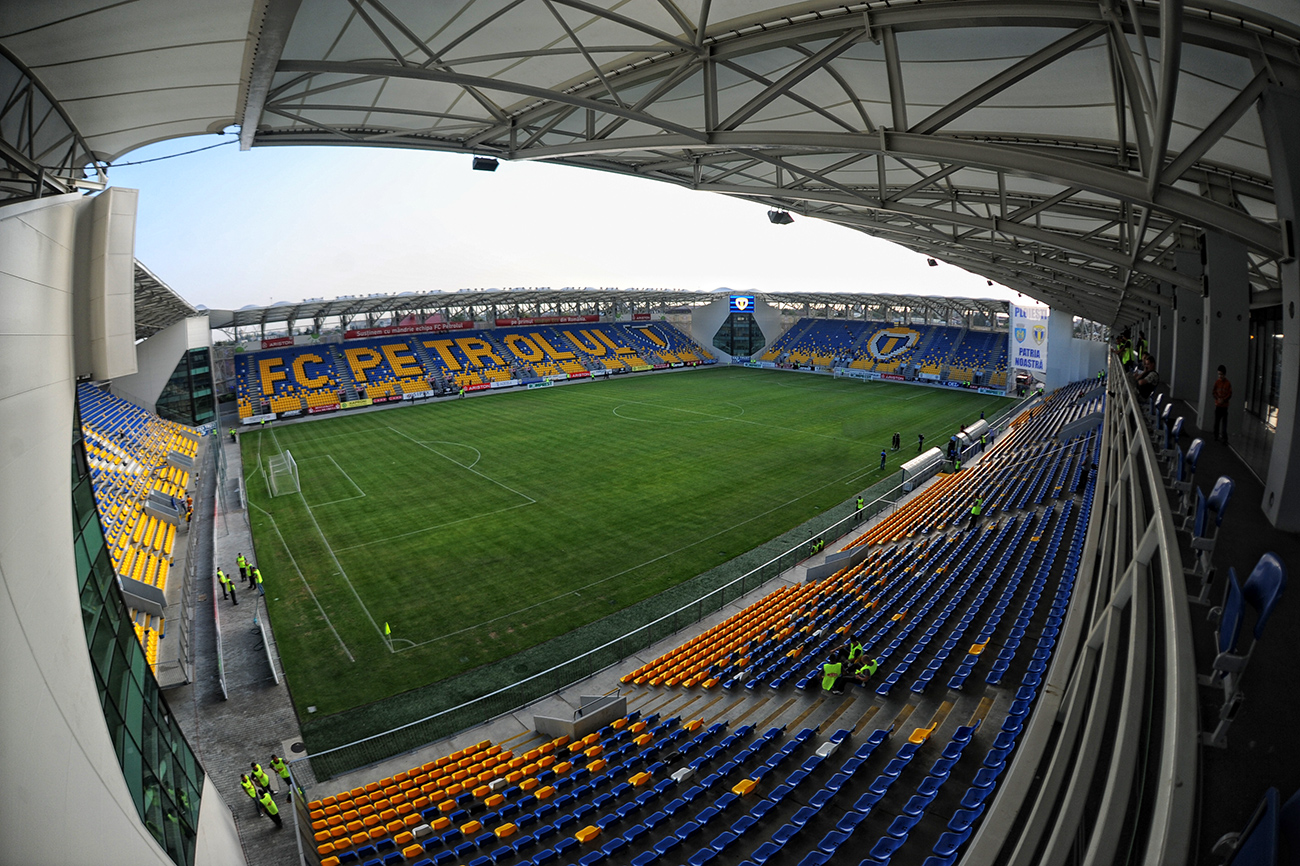
2016年の内観
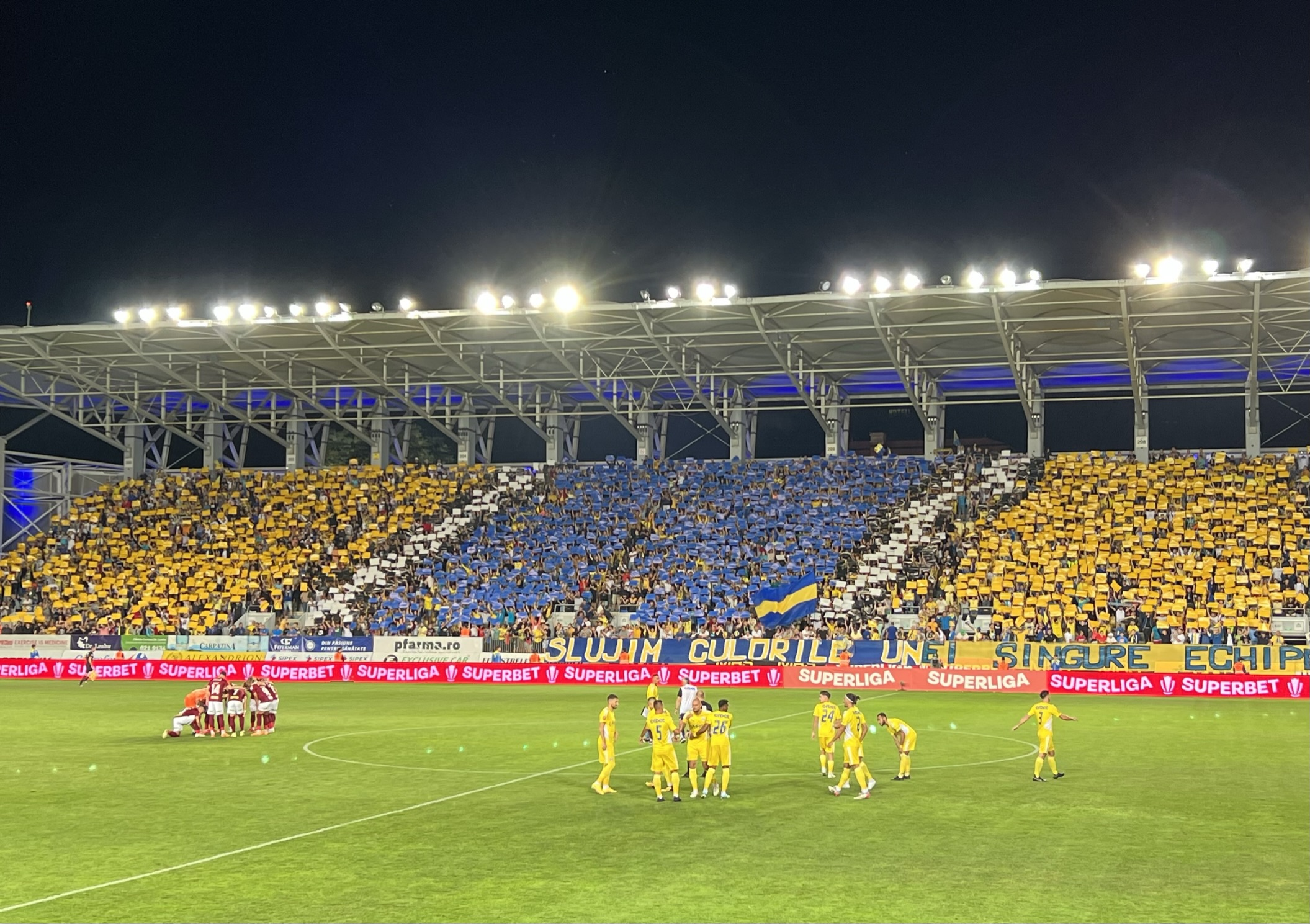
2022年のバックスタンド
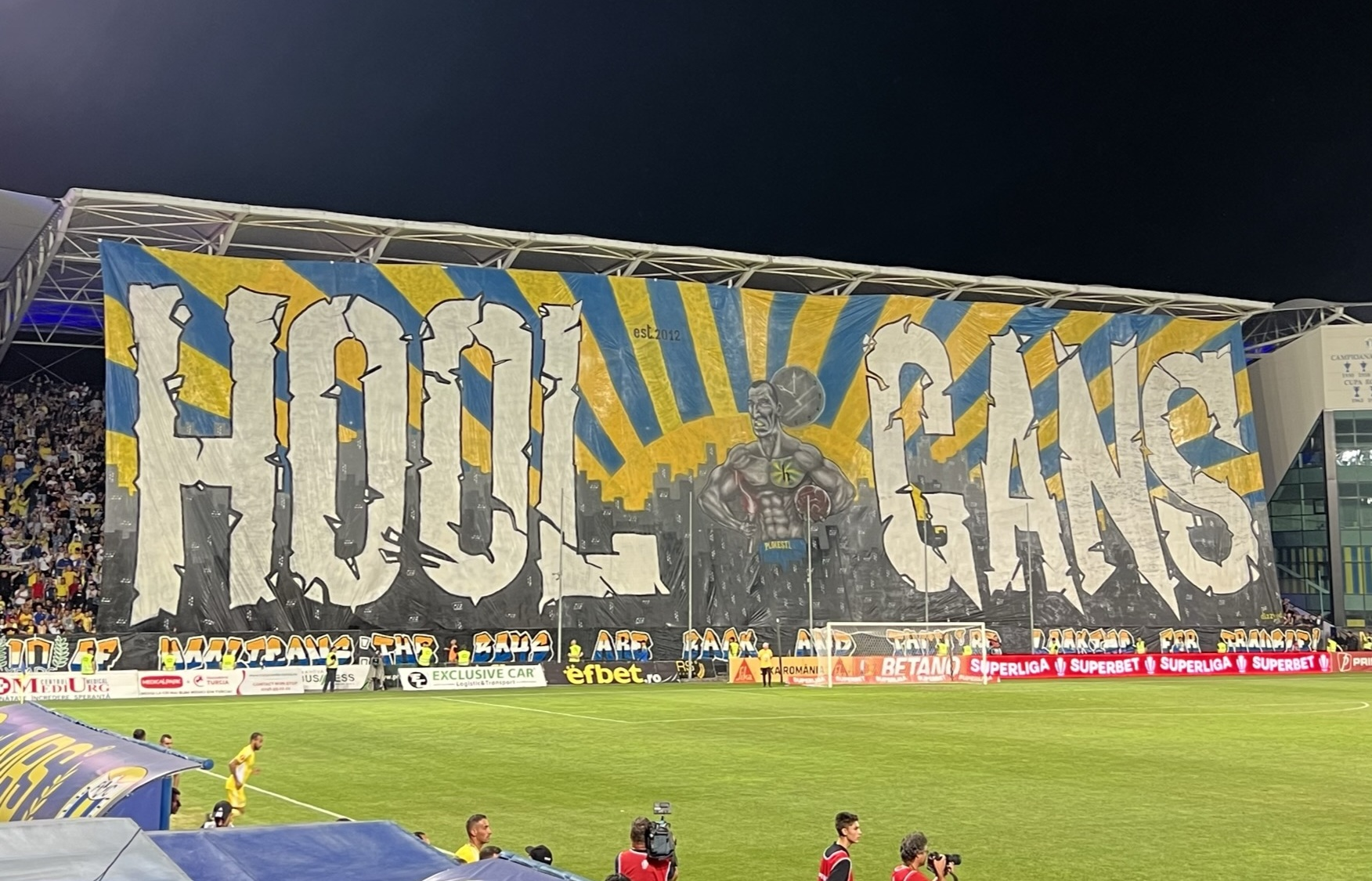
ゴール裏 (2022年)